# Chotovice
Chotovice (deutsch Chotowitz) ist eine Gemeinde in Tschechien. Sie liegt elf Kilometer westlich von Litomyšl und gehört zum Okres Svitavy.

## Geographie

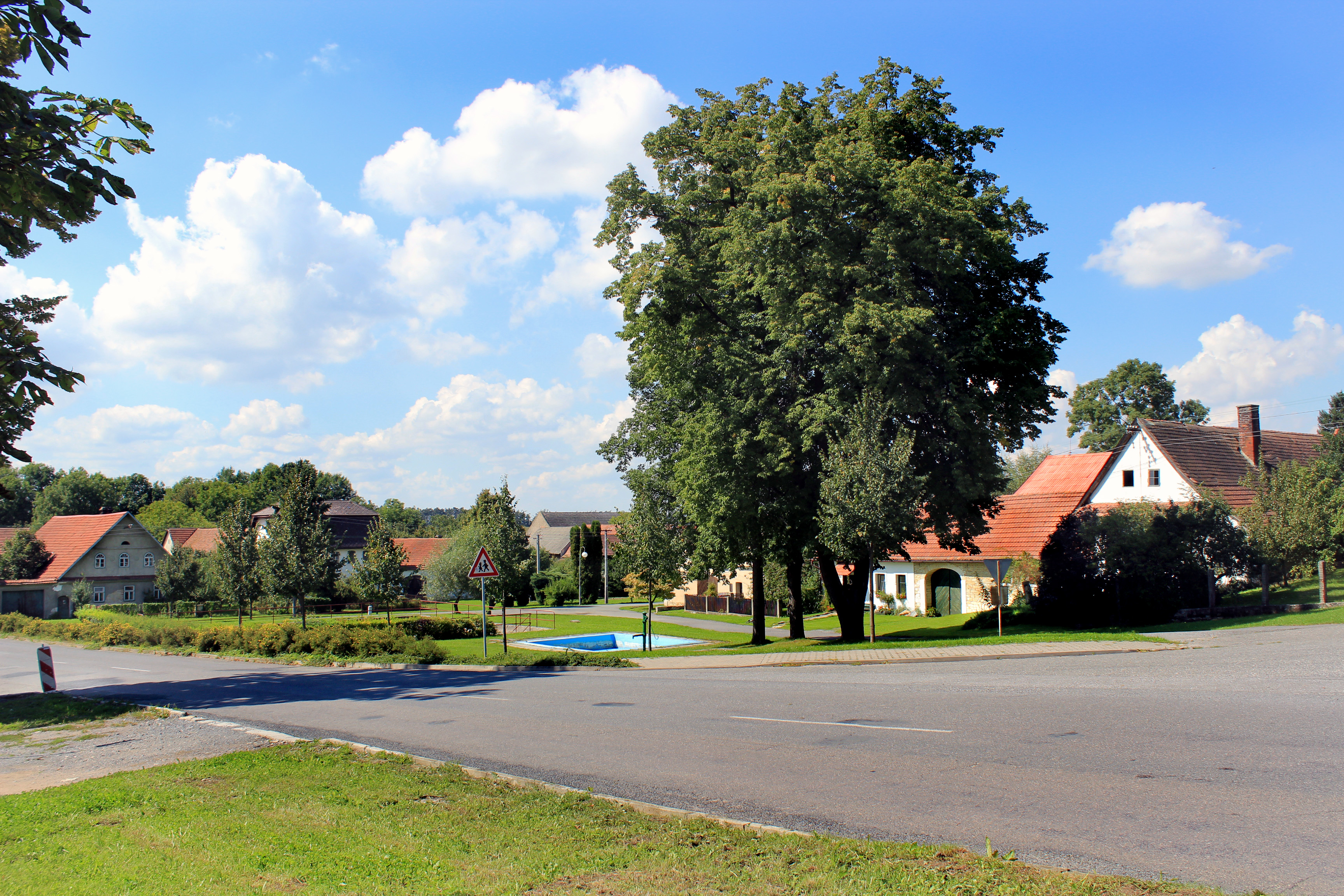
Chotovice, Dorfplatz

Chotovice befindet sich über dem Quellgrund des Baches Makovský potok in der Novohradská stupňovina (Neuschlosser Stufenland). Nordwestlich erhebt sich die Chotovice (Signal, 478 m n.m.), im Südosten die Škrabka (501 m n.m.).
Nachbarorte sind Suchá Lhota und Mošnovy im Norden, Újezdec und U Tří Kocourů im Nordosten, Makov und Václavky im Osten, Vidlatá Seč und Chotěnov im Südosten, Olšany, Jarošov und Nová Ves u Jarošova im Süden, Roudná und Zderaz im Südwesten, Nové Hrady im Westen sowie Rybníček, Podhořany u Nových Hradů und Příluka im Nordwesten.

## Geschichte
Die erste schriftliche Erwähnung eines Dorfes Hotovice erfolgte im Jahre 1142 in der Gründungsurkunde des Zisterzienserklosters St. Bernhard in Sedlec. Von Historikern wird dieses Dorf jedoch mit Holovice bzw. Chotusice identifiziert. Er wird ebenfalls angenommen, dass die Kirche des hl. Prokop und die Pfarrei kurz nach dessen 1204 in Rom erfolgten Kanonisation errichtet wurde.
Die erste gesicherte Erwähnung unter dem Namen Kothowiez stammt aus dem Kirchenverzeichnis des neu errichteten Bistums Litomyšl von 1350. Während der Hussitenkriege wurde die Pfarrei kalixtinisch. Zwischen 1436 und 1557 gehörte das Dorf den Herren Kostka von Postupitz. Der Hauptmann des Chrudimer Kreises, Zdeniek Kostka von Postupitz, ließ zwischen 1450 und 1465 auf dem Hügel über Boží Dům als Herrschaftszentrum eine neue Burg erbauen, die er Nový hrad nannte. Nachfolgende Besitzer der Herrschaft Nový hrad waren ab 1559 Jan Žatecky von Weikersdorf, ab 1580 die Popel von Lobkowitz, ab 1604 die Freiherren von Trautson und ab 1749 die Grafen Harbuval-Chamaré. Die Pfarrei Chotovice erlosch in der Zeit nach der Schlacht am Weißen Berg, die Kirche St. Prokop wurde 1677 zur Filialkirche von Nové Hrady. Zwischen 1774 und 1777 entstand als neuer Herrschaftssitz das Schloss Neuschloß.
Im Jahre 1835 bestand das im Chrudimer Kreis gelegene Dorf Chotowitz aus 27 Häusern, in denen 262 Personen lebten. Im Ort gab es eine dem hl. Prokop geweihte Filialkirche. Pfarrort war Neuschloß. Bis zur Mitte des 19. Jahrhunderts blieb Chotowitz immer der Herrschaft Neuschloß untertänig.
Nach der Aufhebung der Patrimonialherrschaften bildete Chotovice / Chotowitz ab 1849 mit den Ortsteilen Příluka und Suchá Lhota eine Gemeinde  im Gerichtsbezirk Leitomischl.  Ab 1868 gehörte die Gemeinde zum politischen Bezirk Leitomischl. Am 19. März 1901 beschloss die Gemeindevertretung die Aufspaltung in drei Gemeinden, die 1903 wirksam wurde. Die Kirche St. Prokop war zu Beginn des 20. Jahrhunderts in einem so baufälligen Zustand, dass Teréza Nováková in ihrer 1902 veröffentlichten Landesbeschreibung „Čechy Východní“ den baldigen Einsturz prophezeite. 1903 erfolgten erste Reparaturarbeiten, dabei wurde eine Inschrift in der Wand hinter dem Altar aufgefunden, die ihn als Werk eines Vlach aus dem Jahre 1589 ausweist. 1905 wurde eine einklassige Dorfschule erbaut. Die beiden 1925 von der Gießerei Buřil in Kukleny gefertigten Kirchenglocken gingen 1942 als Kriegsmetall verloren. Im Jahre 1960 erhielt die Kirche ein neues Schindeldach.
Im Zuge der Gebietsreform von 1960 kam Chotovice zum Okres Svitavy. Wegen zu geringer Schülerzahl erfolgte 1963 die Schließung der Schule; das Schulhaus wurde von 1964 bis 1986 als Kino genutzt, im hinteren Trakt war ab 1991 das Gemeindeamt untergebracht.

## Gemeindegliederung
Für die Gemeinde Chotovice sind keine Ortsteile ausgewiesen.

## Sehenswürdigkeiten

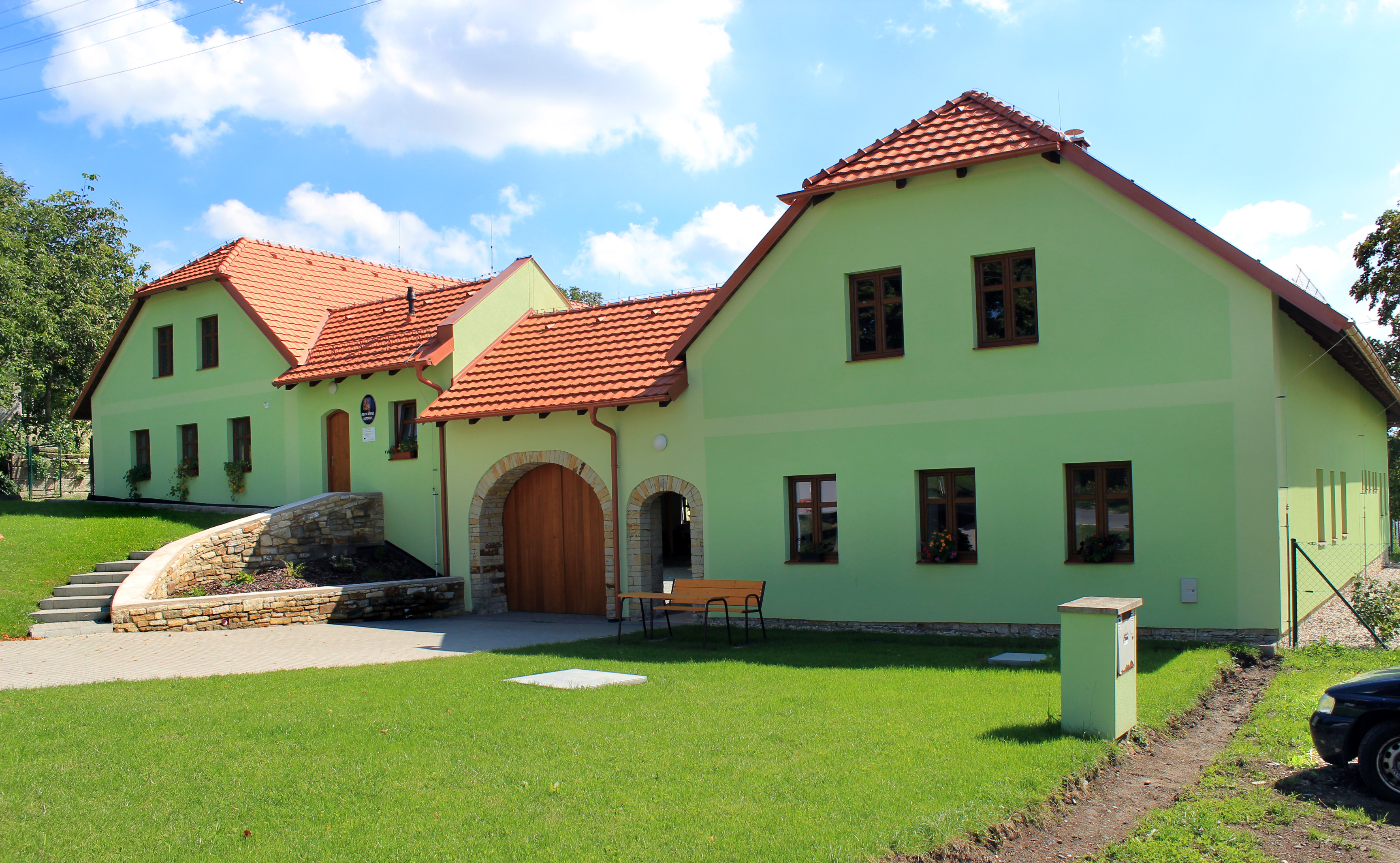
Gemeindeamt

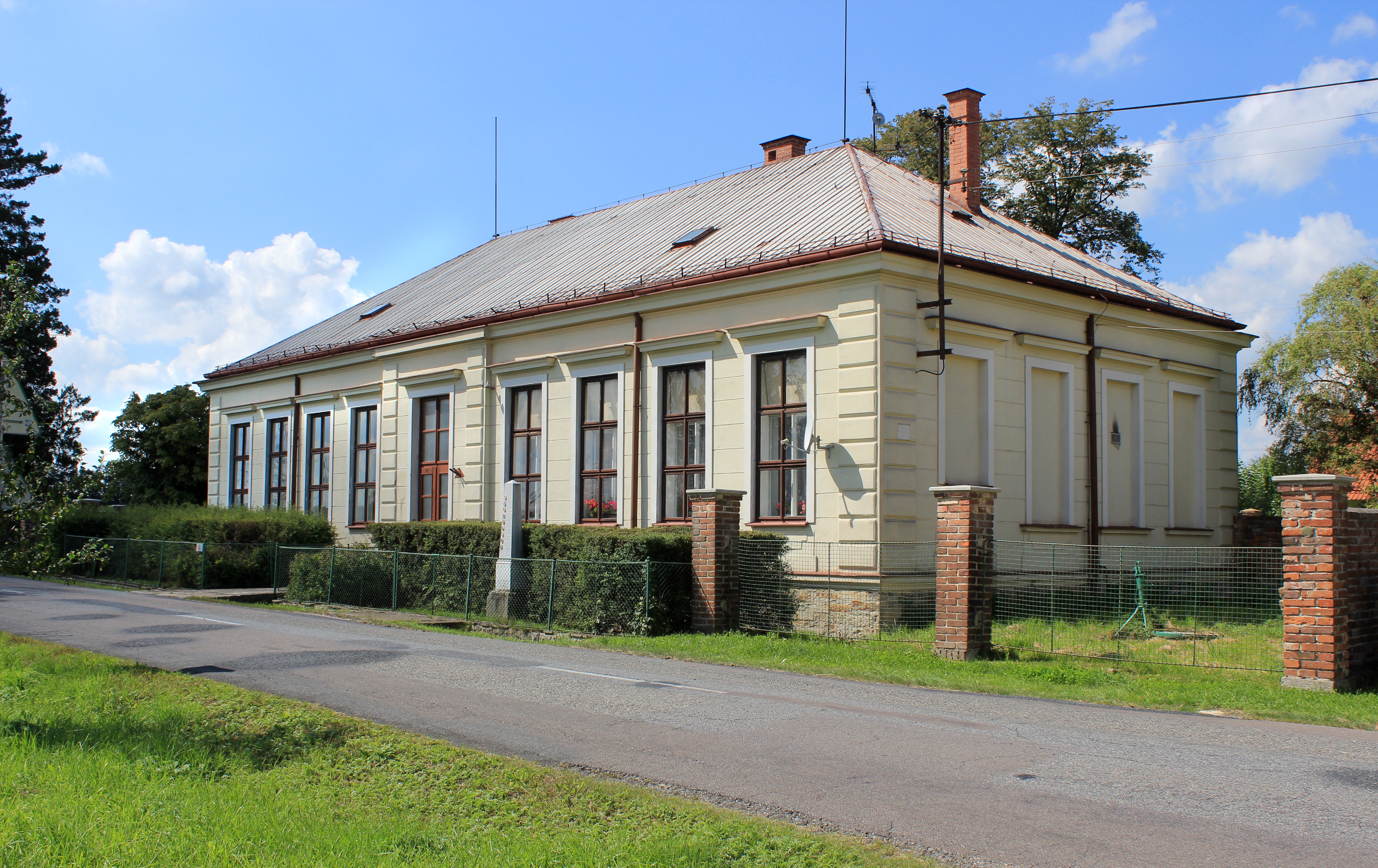
Alte Schule

- Kirche des hl. Prokop, errichtet im 14. Jahrhundert auf dem Plateau über dem Dorf. Ende der 1990er Jahre erfolgte ihre Sanierung.
- Gedenkstein für die Gefallenen des Ersten Weltkrieges, vor der Schule, enthüllt 1920
- Steinernes Kreuz auf dem Dorfplatz, gestiftet 1890 von Václav Jůza
- Ehemalige Schule